# Salomon Friedrich Stiebel

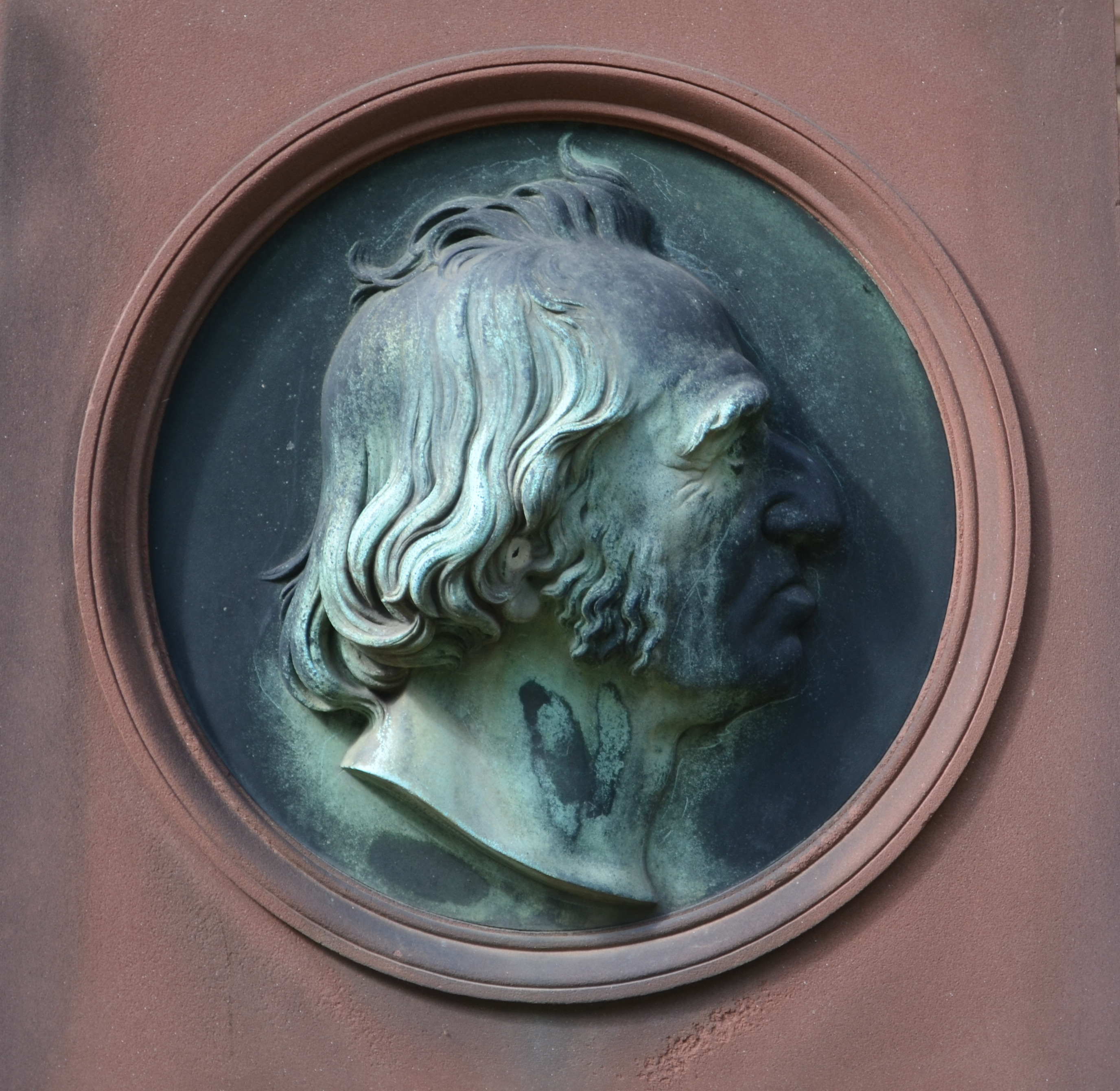
Salomon Friedrich Stiebel auf seinem Grabstein

Salomon Friedrich Stiebel (* 20. April 1792 in Frankfurt am Main; † 20. Mai 1868 ebenda) war ein deutscher Arzt und Politiker.

## Leben

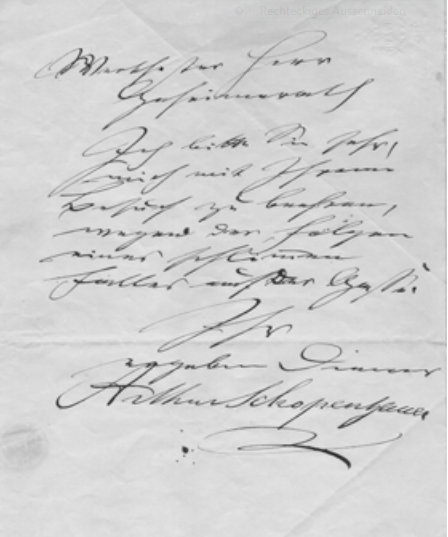
Brief Arthur Schopenhauers, in dem er um einen Besuch des Arztes bittet

Stiebel war der Sohn des Beer Jos. Stiebel (* 1761; † 1838) und dessen Ehefrau Charlotte geborene Lemle. Obgleich er aus ärmlichen Verhältnissen stammte, konnte Stiebel das Gymnasium besuchen. In der Absicht, Philologie zu studieren, schrieb er sich im Frühjahr an der Universität Heidelberg ein, wechselte aber bald zum Medizinstudium, das er in Berlin fortsetzte. 1813/14 nahm er unter dem Namen Baer an den Befreiungskriegen bei den Lützowschen Jägern als Bataillonsarzt teil. 1815 schloss er sein Studium in Göttingen ab.
Er war ursprünglich jüdischen Glaubens, konvertierte aber zum Protestantismus. Er heiratete 1818 Rösge Ochs.
Er ließ sich als Arzt in Frankfurt nieder, wo er Mitgründer der Senckenbergischen Naturforschenden Gesellschaft wurde. Er wirkte als Saisonkurarzt in (Bad) Soden am Taunus. Für seine dortige Arbeit zur Erschließung der dortigen Heilquellen und der Entwicklung zum Kurort erhielt er den Titel eines Herzoglich Nassauischen Geheimen Hofrats.
1819 wurde Salomon Stiebel in die Frankfurter Freimaurerloge Zur aufgehenden Morgenroethe aufgenommen, in der viele jüdische Ärzte Mitglieder waren; 1825 wurde er deren Meister vom Stuhl.
Von 1832 bis 1835, von 1837 bis 1839 und erneut von 1841 bis 1847 gehörte er dem Gesetzgebenden Körper der Freien Stadt Frankfurt an.
Seine Stellung als Arzt des Krankenhauses überließ er seinem Sohn Friedrich Julius Stiebel (gen. Fritz; 1824–1902; prom. 1847).
Sein Grab auf dem Frankfurter Hauptfriedhof ist ein Ehrengrab.

## Veröffentlichungen
- Erster Bericht über Dr. Christs Kinderkrankenhaus zu Frankfurt am Main; 1845
- Klinische Vorträge im Frankfurter Kinder-Krankenhause: Band 1; 1846
- mit Wilhelm Heinrich Ackermann: Erinnerungen aus den deutschen Befreiungskriegen von 1813 und 1814; 1847
- Des alten Doctor Stiebel Jubeldissertation für Aerzte, Erzieher und Kinderpfleger; 1865
- Ricket's Rhachitis oder Rachitis, tabes pectores, articuli duplicati, Zweiwuchs; 1863